# Pietronella Peters
Pietronella Peters, también conocida como Petronella Peters, (Stuttgart, 4 de marzo de 1848 – ibídem, 1924) fue una pintora alemana especializada en retratos y escenas infantiles. 

## Trayectoria
Peters nació en Stuttgart el 4 de marzo de 1848, hija del matrimonio formado por Heinrike (Heinrika?) Gertrude Mali y Pieter Francis Peters, el pintor paisajista holandés. Su tío materno, Christian Mali, fue pintor de animales de la Escuela de Múnich. Su abuelo paterno fue pintor de vidrio en Nimega. Tras la muerte de sus padres, vivió en Stuttgart con sus dos hermanas, siendo una de ellas, Anna, también pintora. Recibió sus primeras lecciones de pintura de su padre y de sus hermanas Anna (1843-1926) e Ida (1846-1923) así como de sus tíos Christian, Johannes Cornelis Jacobus (1828-1865) y Hubertus (1818-1839). 
Peters se centró principalmente en representar niños tanto en retratos como jugando, creando obras de especial atractivo. También retrató a los miembros de su familia mientras pintaban. Desde 1894 y hasta 1904, y a intervalos irregulares desde 1907 a 1924, pasó los veranos con su familia en el castillo de Köngen, al sudeste de Stuttgart, para dedicarse a actividades artísticas. Muchos de sus modelos fueron los hijos de los residentes en el castillo. Existe un gran número de obras de la familia Peters en el Museo Braith-Mali en Biberach an der Riß. 
Vivió desde 1912 con sus hermanas en la casa de Stuttgart-Sonnenberg, donde murió en 1924. 

## Obra

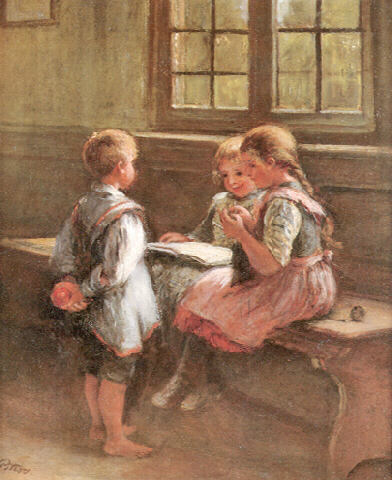
La hora de lectura
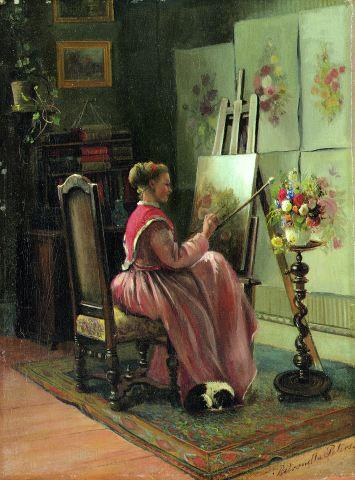
La joven artista Anna Peters en el caballete. (alrededor de 1870; óleo sobre lienzo, sobre madera)
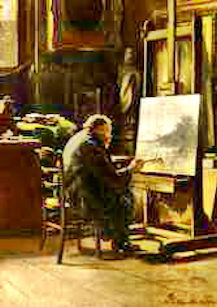
Retrato de Pieter Francis Peters.
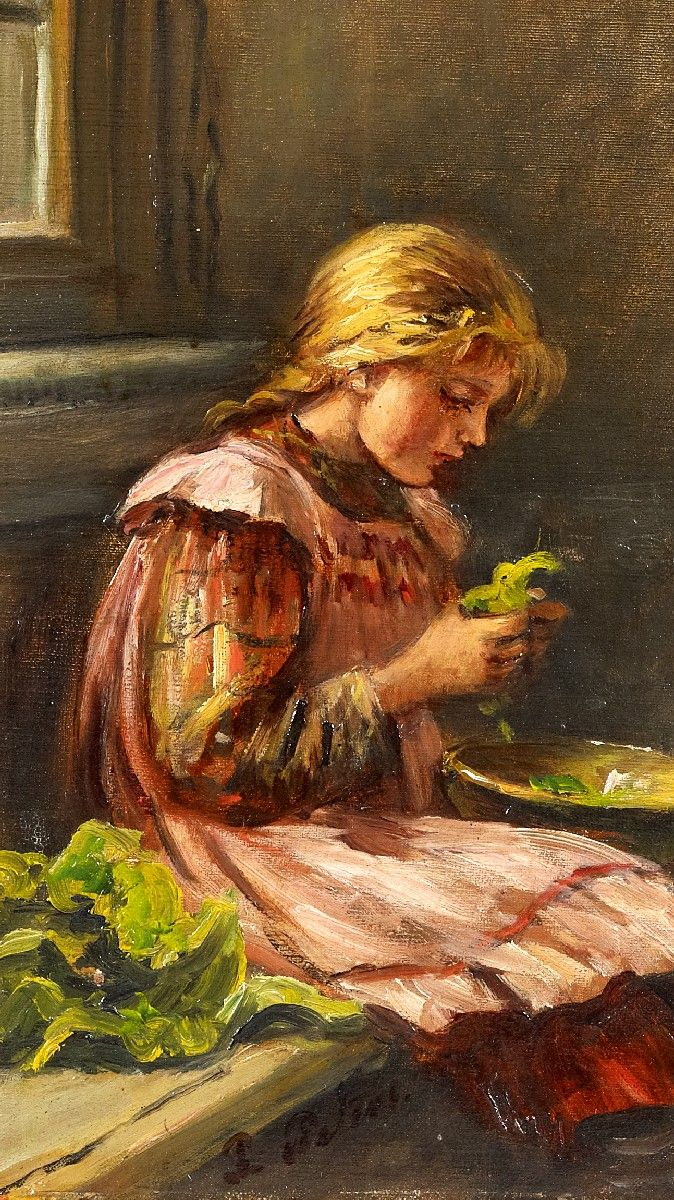
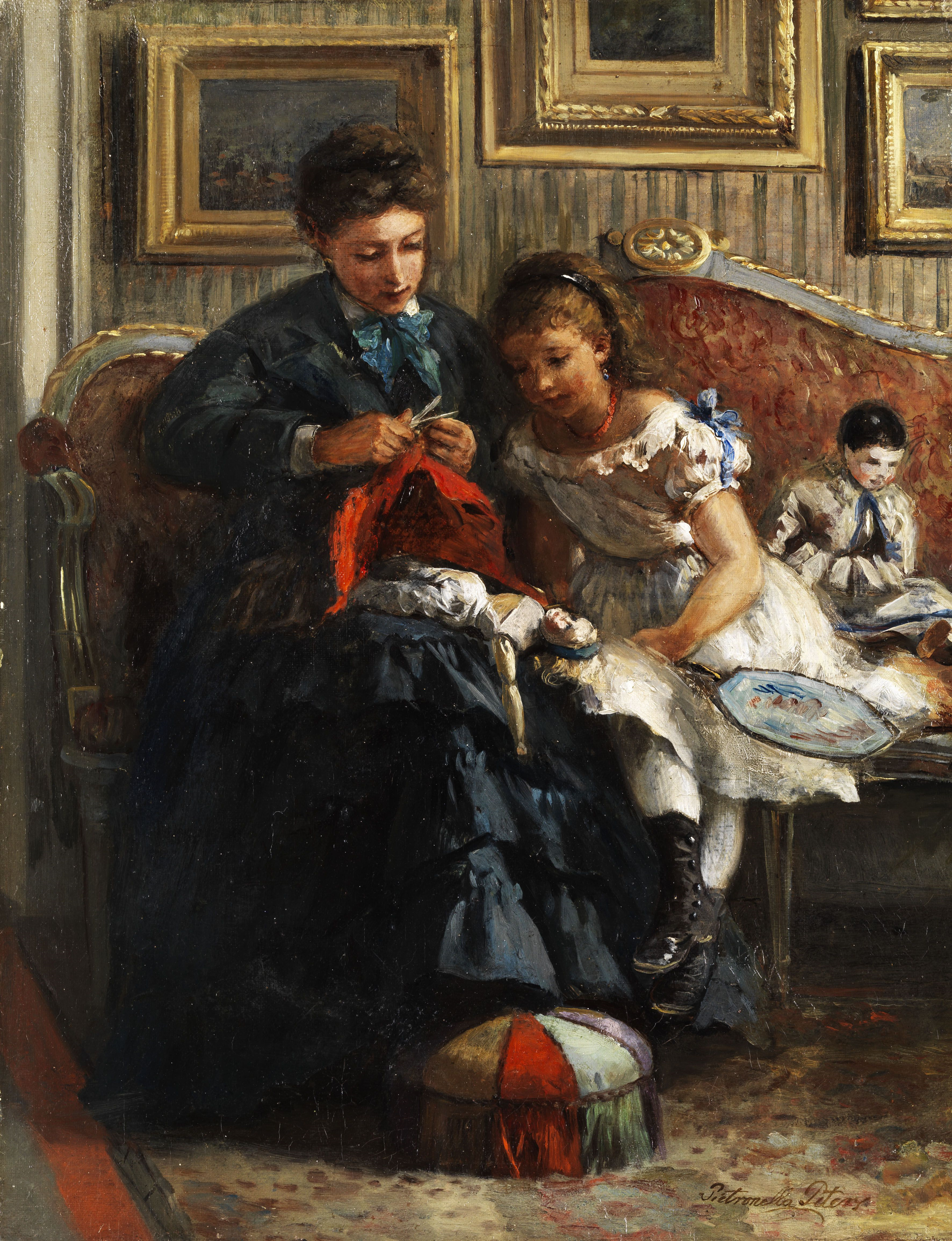
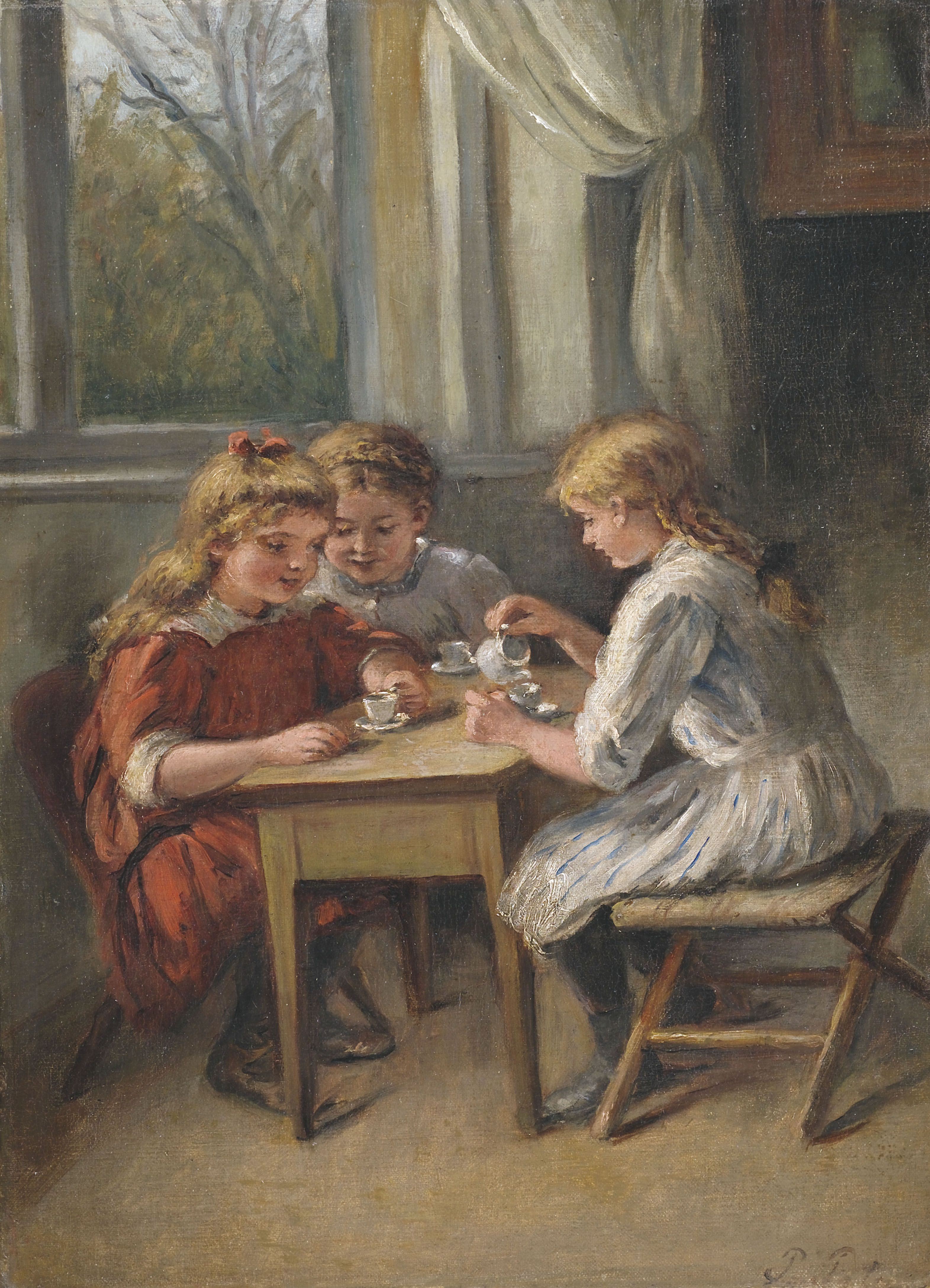
Niñas con muñecas junto a la ventana de una habitación. (Óleo / lienzo sobre cartón)